# Boris Živković
Boris Živković (Živinice, 15 novembre 1975) è un ex calciatore croato, di ruolo difensore.

## Statistiche

### Cronologia presenze e reti in nazionale
| Cronologia completa delle presenze e delle reti in nazionale ― Croazia | Cronologia completa delle presenze e delle reti in nazionale ― Croazia | Cronologia completa delle presenze e delle reti in nazionale ― Croazia | Cronologia completa delle presenze e delle reti in nazionale ― Croazia | Cronologia completa delle presenze e delle reti in nazionale ― Croazia | Cronologia completa delle presenze e delle reti in nazionale ― Croazia | Cronologia completa delle presenze e delle reti in nazionale ― Croazia | Cronologia completa delle presenze e delle reti in nazionale ― Croazia |
| Data                                                                   | Città                                                                  | In casa                                                                | Risultato                                                              | Ospiti                                                                 | Competizione                                                           | Reti                                                                   | Note                                                                   |
| ---------------------------------------------------------------------- | ---------------------------------------------------------------------- | ---------------------------------------------------------------------- | ---------------------------------------------------------------------- | ---------------------------------------------------------------------- | ---------------------------------------------------------------------- | ---------------------------------------------------------------------- | ---------------------------------------------------------------------- |
| 13-11-1999                                                             | Parigi                                                                 | Francia                                                                | 3 – 0                                                                  | Croazia                                                                | Amichevole                                                             | -                                                                      | 62’                                                                    |
| 29-3-2000                                                              | Zagabria                                                               | Croazia                                                                | 1 – 1                                                                  | Germania                                                               | Amichevole                                                             | -                                                                      | 69’                                                                    |
| 26-4-2000                                                              | Vienna                                                                 | Austria                                                                | 1 – 2                                                                  | Croazia                                                                | Amichevole                                                             | -                                                                      | 80’                                                                    |
| 11-10-2000                                                             | Zagabria                                                               | Croazia                                                                | 1 – 1                                                                  | Scozia                                                                 | Qual. Mondiali 2002                                                    | -                                                                      | 50’                                                                    |
| 28-2-2001                                                              | Fiume                                                                  | Croazia                                                                | 1 – 0                                                                  | Austria                                                                | Amichevole                                                             | -                                                                      |                                                                        |
| 24-3-2001                                                              | Osijek                                                                 | Croazia                                                                | 4 – 1                                                                  | Lettonia                                                               | Qual. Mondiali 2002                                                    | -                                                                      |                                                                        |
| 25-4-2001                                                              | Varaždin                                                               | Croazia                                                                | 2 – 2                                                                  | Grecia                                                                 | Amichevole                                                             | -                                                                      | 90+3’                                                                  |
| 15-8-2001                                                              | Dublino                                                                | Irlanda                                                                | 2 – 2                                                                  | Croazia                                                                | Amichevole                                                             | -                                                                      | 51’                                                                    |
| 1-9-2001                                                               | Glasgow                                                                | Scozia                                                                 | 0 – 0                                                                  | Croazia                                                                | Qual. Mondiali 2002                                                    | -                                                                      |                                                                        |
| 5-9-2001                                                               | Serravalle                                                             | San Marino                                                             | 0 – 4                                                                  | Croazia                                                                | Qual. Mondiali 2002                                                    | -                                                                      |                                                                        |
| 6-10-2001                                                              | Zagabria                                                               | Croazia                                                                | 1 – 0                                                                  | Belgio                                                                 | Qual. Mondiali 2002                                                    | -                                                                      |                                                                        |
| 10-11-2001                                                             | Seul                                                                   | Corea del Sud                                                          | 2 – 0                                                                  | Croazia                                                                | Amichevole                                                             | -                                                                      |                                                                        |
| 13-11-2001                                                             | Gwangju                                                                | Corea del Sud                                                          | 1 – 1                                                                  | Croazia                                                                | Amichevole                                                             | 1                                                                      |                                                                        |
| 13-2-2002                                                              | Fiume                                                                  | Croazia                                                                | 0 – 0                                                                  | Bulgaria                                                               | Amichevole                                                             | -                                                                      |                                                                        |
| 27-3-2002                                                              | Zagabria                                                               | Croazia                                                                | 0 – 0                                                                  | Slovenia                                                               | Amichevole                                                             | -                                                                      |                                                                        |
| 17-4-2002                                                              | Zagabria                                                               | Croazia                                                                | 2 – 0                                                                  | Bosnia ed Erzegovina                                                   | Amichevole                                                             | -                                                                      | 83’                                                                    |
| 3-6-2002                                                               | Niigata                                                                | Croazia                                                                | 0 – 1                                                                  | Messico                                                                | Mondiali 2002 - 1º turno                                               | -                                                                      | 65’                                                                    |
| 21-8-2002                                                              | Varaždin                                                               | Croazia                                                                | 1 – 1                                                                  | Galles                                                                 | Amichevole                                                             | -                                                                      | 66’                                                                    |
| 7-9-2002                                                               | Osijek                                                                 | Croazia                                                                | 0 – 0                                                                  | Estonia                                                                | Qual. Euro 2004                                                        | -                                                                      | 76’                                                                    |
| 12-10-2002                                                             | Sofia                                                                  | Bulgaria                                                               | 2 – 0                                                                  | Croazia                                                                | Qual. Euro 2004                                                        | -                                                                      |                                                                        |
| 20-11-2002                                                             | Timișoara                                                              | Romania                                                                | 0 – 1                                                                  | Croazia                                                                | Amichevole                                                             | -                                                                      | cap.                                                                   |
| 12-2-2003                                                              | Spalato                                                                | Croazia                                                                | 0 – 0                                                                  | Polonia                                                                | Amichevole                                                             | -                                                                      | cap. 51’                                                               |
| 29-3-2003                                                              | Zagabria                                                               | Croazia                                                                | 4 – 0                                                                  | Belgio                                                                 | Qual. Euro 2004                                                        | -                                                                      | cap.                                                                   |
| 2-4-2003                                                               | Varaždin                                                               | Croazia                                                                | 2 – 0                                                                  | Andorra                                                                | Qual. Euro 2004                                                        | -                                                                      | cap.                                                                   |
| 30-4-2003                                                              | Solna                                                                  | Svezia                                                                 | 1 – 2                                                                  | Croazia                                                                | Amichevole                                                             | 1                                                                      | cap. 76’                                                               |
| 11-6-2003                                                              | Tallinn                                                                | Estonia                                                                | 0 – 1                                                                  | Croazia                                                                | Qual. Euro 2004                                                        | -                                                                      | cap. 71’                                                               |
| 20-8-2003                                                              | Ipswich                                                                | Inghilterra                                                            | 3 – 1                                                                  | Croazia                                                                | Amichevole                                                             | -                                                                      | cap. 70’                                                               |
| 10-9-2003                                                              | Bruxelles                                                              | Belgio                                                                 | 2 – 1                                                                  | Croazia                                                                | Qual. Euro 2004                                                        | -                                                                      | cap. 75’                                                               |
| 11-10-2003                                                             | Zagabria                                                               | Croazia                                                                | 1 – 0                                                                  | Bulgaria                                                               | Qual. Euro 2004                                                        | -                                                                      | cap.                                                                   |
| 15-11-2003                                                             | Zagabria                                                               | Croazia                                                                | 1 – 1                                                                  | Slovenia                                                               | Qual. Euro 2004                                                        | -                                                                      | cap. 64’                                                               |
| 19-11-2003                                                             | Lubiana                                                                | Slovenia                                                               | 0 – 1                                                                  | Croazia                                                                | Qual. Euro 2004                                                        | -                                                                      | cap.                                                                   |
| 18-2-2004                                                              | Spalato                                                                | Croazia                                                                | 1 – 2                                                                  | Germania                                                               | Amichevole                                                             | -                                                                      | cap.                                                                   |
| 31-3-2004                                                              | Zagabria                                                               | Croazia                                                                | 2 – 2                                                                  | Turchia                                                                | Amichevole                                                             | -                                                                      | cap.                                                                   |
| 28-4-2004                                                              | Skopje                                                                 | Macedonia                                                              | 0 – 1                                                                  | Croazia                                                                | Amichevole                                                             | -                                                                      | cap.                                                                   |
| 29-5-2004                                                              | Fiume                                                                  | Croazia                                                                | 1 – 0                                                                  | Slovacchia                                                             | Amichevole                                                             | -                                                                      | cap.                                                                   |
| 5-6-2004                                                               | Copenaghen                                                             | Danimarca                                                              | 1 – 2                                                                  | Croazia                                                                | Amichevole                                                             | -                                                                      | cap. 65’                                                               |
| 13-6-2004                                                              | Leiria                                                                 | Svizzera                                                               | 0 – 0                                                                  | Croazia                                                                | Euro 2004 - 1º turno                                                   | -                                                                      | cap. 56’                                                               |
| 21-6-2004                                                              | Lisbona                                                                | Croazia                                                                | 2 – 4                                                                  | Inghilterra                                                            | Euro 2004 - 1º turno                                                   | -                                                                      | cap.                                                                   |
| 7-2-2007                                                               | Fiume                                                                  | Croazia                                                                | 2 – 1                                                                  | Norvegia                                                               | Amichevole                                                             | -                                                                      | 85’                                                                    |
| Totale                                                                 |                                                                        | Presenze                                                               | 39                                                                     |                                                                        | Reti                                                                   | 2                                                                      |                                                                        |

| Cronologia completa delle presenze e delle reti in nazionale ― Croazia under 21 | Cronologia completa delle presenze e delle reti in nazionale ― Croazia under 21 | Cronologia completa delle presenze e delle reti in nazionale ― Croazia under 21 | Cronologia completa delle presenze e delle reti in nazionale ― Croazia under 21 | Cronologia completa delle presenze e delle reti in nazionale ― Croazia under 21 | Cronologia completa delle presenze e delle reti in nazionale ― Croazia under 21 | Cronologia completa delle presenze e delle reti in nazionale ― Croazia under 21 | Cronologia completa delle presenze e delle reti in nazionale ― Croazia under 21 |
| Data                                                                            | Città                                                                           | In casa                                                                         | Risultato                                                                       | Ospiti                                                                          | Competizione                                                                    | Reti                                                                            | Note                                                                            |
| ------------------------------------------------------------------------------- | ------------------------------------------------------------------------------- | ------------------------------------------------------------------------------- | ------------------------------------------------------------------------------- | ------------------------------------------------------------------------------- | ------------------------------------------------------------------------------- | ------------------------------------------------------------------------------- | ------------------------------------------------------------------------------- |
| 14-11-1995                                                                      | Celje                                                                           | Slovenia under 21                                                               | 4 – 2                                                                           | Croazia under 21                                                                | Qual. Europeo Under-21 1996                                                     | -                                                                               |                                                                                 |
| 26-3-1996                                                                       | Čakovec                                                                         | Croazia under 21                                                                | 0 – 0                                                                           | Israele under 21                                                                | Amichevole                                                                      | -                                                                               | 64’                                                                             |
| 9-4-1996                                                                        | Vinkovci                                                                        | Croazia under 21                                                                | 1 – 1                                                                           | Ungheria under 21                                                               | Amichevole                                                                      | -                                                                               |                                                                                 |
| 9-11-1996                                                                       | Karlovac                                                                        | Croazia under 21                                                                | 0 – 1                                                                           | Grecia under 21                                                                 | Qual. Europeo Under-21 1998                                                     | -                                                                               | 51’                                                                             |
| 3-4-1997                                                                        | Sebenico                                                                        | Croazia under 21                                                                | 2 – 0                                                                           | Slovenia under 21                                                               | Qual. Europeo Under-21 1998                                                     | -                                                                               | 53’                                                                             |
| 29-4-1997                                                                       | Edessa                                                                          | Grecia under 21                                                                 | 2 – 0                                                                           | Croazia under 21                                                                | Qual. Europeo Under-21 1998                                                     | -                                                                               |                                                                                 |
| 5-9-1997                                                                        | Osijek                                                                          | Croazia under 21                                                                | 6 – 1                                                                           | Bosnia ed Erzegovina under 21                                                   | Qual. Europeo Under-21 1998                                                     | -                                                                               | 10’                                                                             |
| 9-9-1997                                                                        | Køge                                                                            | Danimarca under 21                                                              | 1 – 0                                                                           | Croazia under 21                                                                | Qual. Europeo Under-21 1998                                                     | -                                                                               | 90’                                                                             |
| Totale                                                                          |                                                                                 | Presenze                                                                        | 8                                                                               |                                                                                 | Reti                                                                            | 0                                                                               |                                                                                 |